# Palazzo Cieco

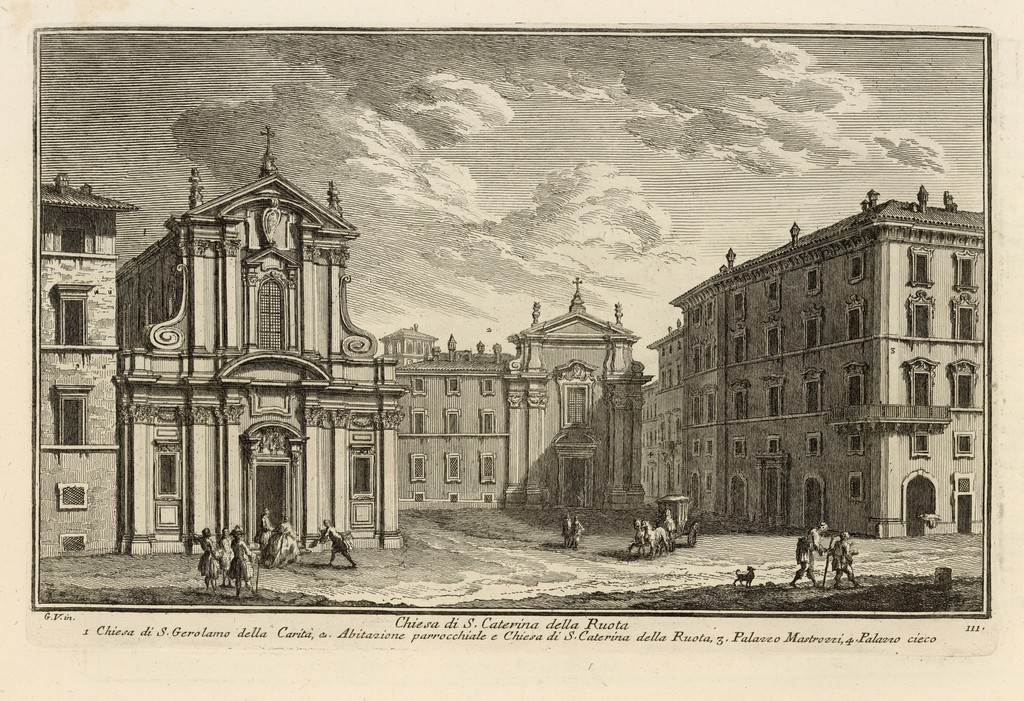
Vista da Piazza di Santa Caterina della Rota. O Palazzo Cieco está à direita, no final da rua lateral (quase não visível), ao lado do Palazzo Mastrozzi. As duas igrejas, da esquerda para a direita, são San Girolamo della Carità e Santa Caterina della Rota.

Palazzzo Cieco é o nome dado por Giuseppe Vasi (1756) a um palácio localizado na Via in Caterina, no rione Regola de Roma. Este pequeno edifício do século XVII se abre em um belo portal que, por estar murado já naquele tempo, recebeu o nome de "cego".